# أوتو غيرا
أوتو غيرا (بالبرتغالية: Otto Guerra‏) هو رسام برازيلي، ولد في 5 مارس 1956 في بورتو أليغري في البرازيل.

## وصلات خارجية
- أوتو غيرا على موقع IMDb (الإنجليزية)
- أوتو غيرا على موقع قاعدة بيانات الفيلم (الإنجليزية)